# IGS Süd

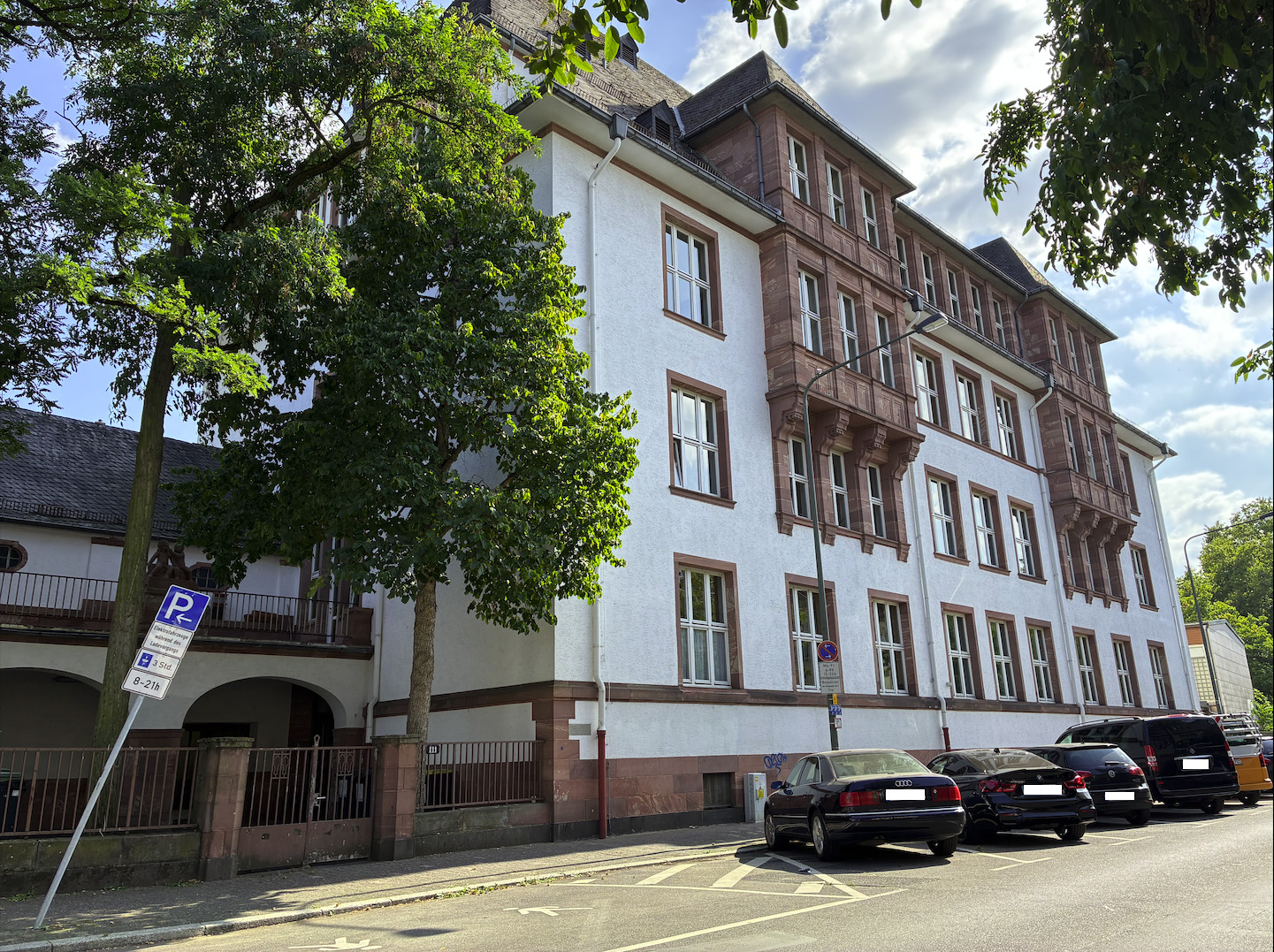
IGS Süd (Textorstraße)

Die IGS Süd ist eine öffentliche, integrierte Gesamtschule, die eigentlich in Sachsenhausen beheimatet ist, einem Stadtteil von Frankfurt am Main. 2016 gegründet, entstand sie im Rahmen des Beteiligungsprozesses „Frankfurt macht Schule“ und hat ein pädagogisches Konzept, das selbstständiges Lernen, jahrgangsübergreifende Lerngruppen und projektorientiertes Arbeiten ins Zentrum stellt. Die Schule hat etwa 700 Schülerinnen und Schüler der Jahrgangsstufen 5 bis 10.
Wegen erheblicher Gebäudemängel ist die Schule aktuell ausgelagert und auf zwei Standorte aufgeteilt: die Klassenstufen 5 bis 7 werden ab dem Schuljahr 2025/26 im Gebäude des Frankfurter Hessenkollegs unterrichtet, das sich etwa fünf Kilometer vom bisherigen Schulgelände entfernt am Rande des Stadtteils Bockenheim befindet. Die Stufen 8 bis 10 sind noch in der Textorstraße untergebracht, allerdings in einem Nebengebäude. Für sie soll auf dem Gelände des Hessenkollegs eine Containeranlage errichtet werden, in die sie laut Planung der Stadt zum Schuljahr 2026/27 ebenfalls umziehen sollen.

## Gründung, Gebäudeprobleme und Umzug
Die Bildungseinrichtung basiert auf dem Schulentwicklungsplan der Stadt Frankfurt und war bis zum Ende des Schuljahres 2024/25 in den denkmalgeschützten Gebäuden der ehemaligen Textor- und Holbeinschule in der Textorstraße 104 untergebracht. Die IGS Süd war 2016 gegründet worden, um dem wachsenden Bedarf an weiterführenden Schulen im Süden Frankfurts gerecht zu werden. Seit ihrer Gründung verfolgt die Schule ein inklusives und partizipatives Konzept, das auf Selbstorganisation und individuelle Förderung setzt.

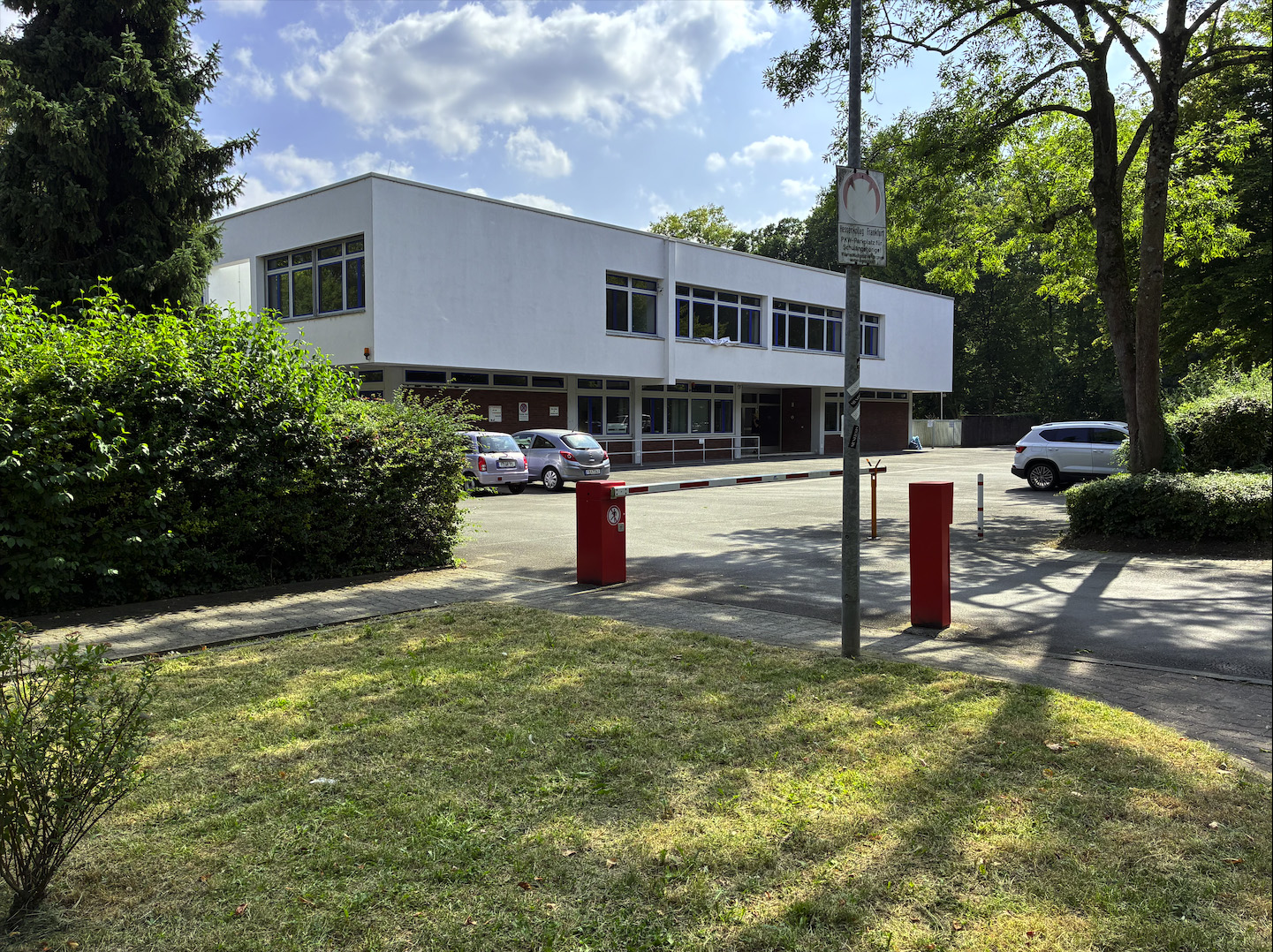
IGS Süd im Grünen (Biegweg)

Der marode Zustand des historischen Schulgebäudes war schon Jahre vor der Gründung der IGS Süd bekannt: Laut Schulelternbeirat und Förderverein hatte bereits 2014 ein Gutachten im Auftrag der Stadt ergeben, dass das Gebäude bis maximal 2019 genutzt werden darf. Ende 2023 wurden mehrere Räume gesperrt und die Decken in zwei Fluren abgestützt, weil sie nicht mehr ausreichend tragfähig waren. In den folgenden Osterferien wurden weitere 500 Stützen montiert - in der Hoffnung, das Schulgebäude noch so lange nutzen zu können, bis eine Containeranlage am Länderweg in Sachsenhausen als Ausweichquartier zur Verfügung stünde. 

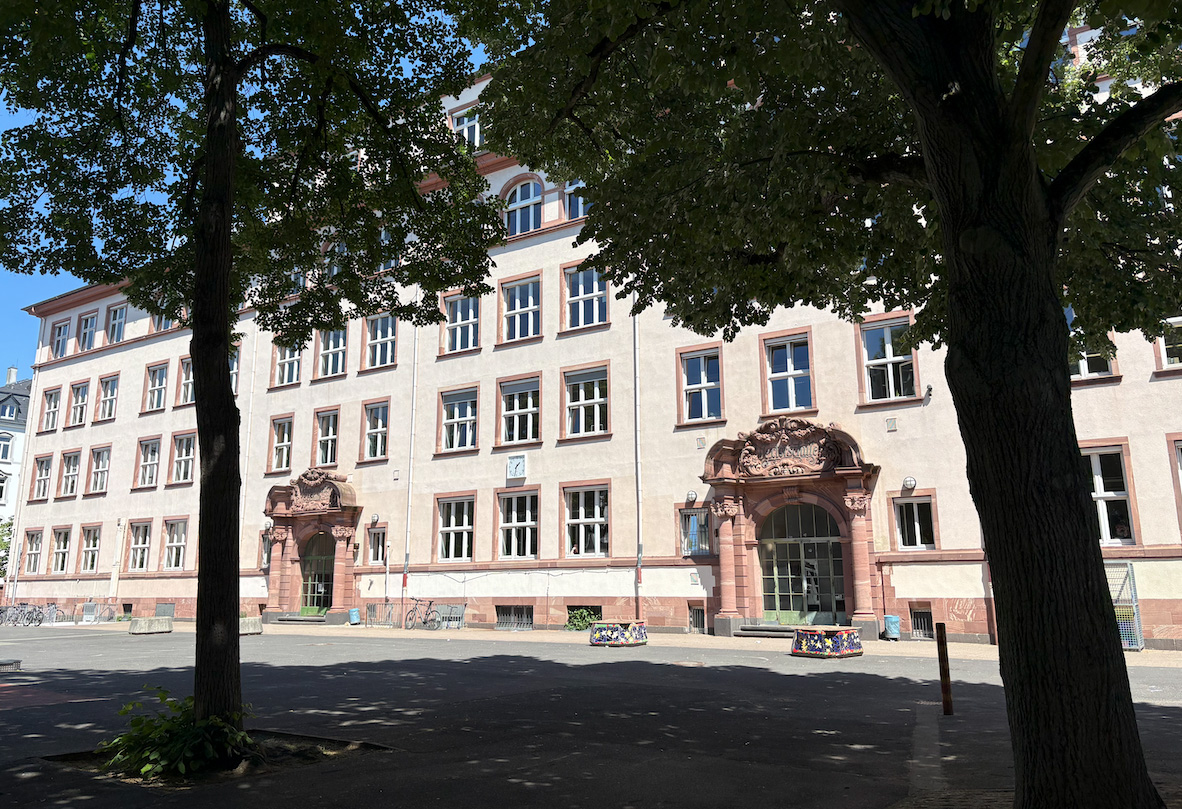
Ehemaliges Hauptgebäude der IGS Süd

Eine erneute Begutachtung ergab aber kurz vor den Sommerferien 2025, dass auch die Decken der Klassenräume im Erdgeschosses und im ersten Stock einsturzgefährdet waren. Es sei in dem Gründerzeitbau von 1907 nur noch eine dünne Schicht Beton fest gewesen, der Rest bröselig. Am letzten Schultag vor den Sommerferien informierte die Stadt Frankfurt das Staatliche Schulamt, dass sie für das Hauptgebäude der IGS Süd ein Betretungsverbot erlassen muss. Um den Schülern und Eltern die Ferien nicht zu verderben, wurden sie erst kurz vor Ferienende darüber informiert, dass die Schule umziehen muss.
Für Schülerinnen und Schüler, die aus den südlichen Frankfurter Stadtteilen zum neuen Standort teilweise eine Stunde und länger mit öffentlichen Verkehrsmitteln benötigen, wird ein Bus-Shuttle eingerichtet.

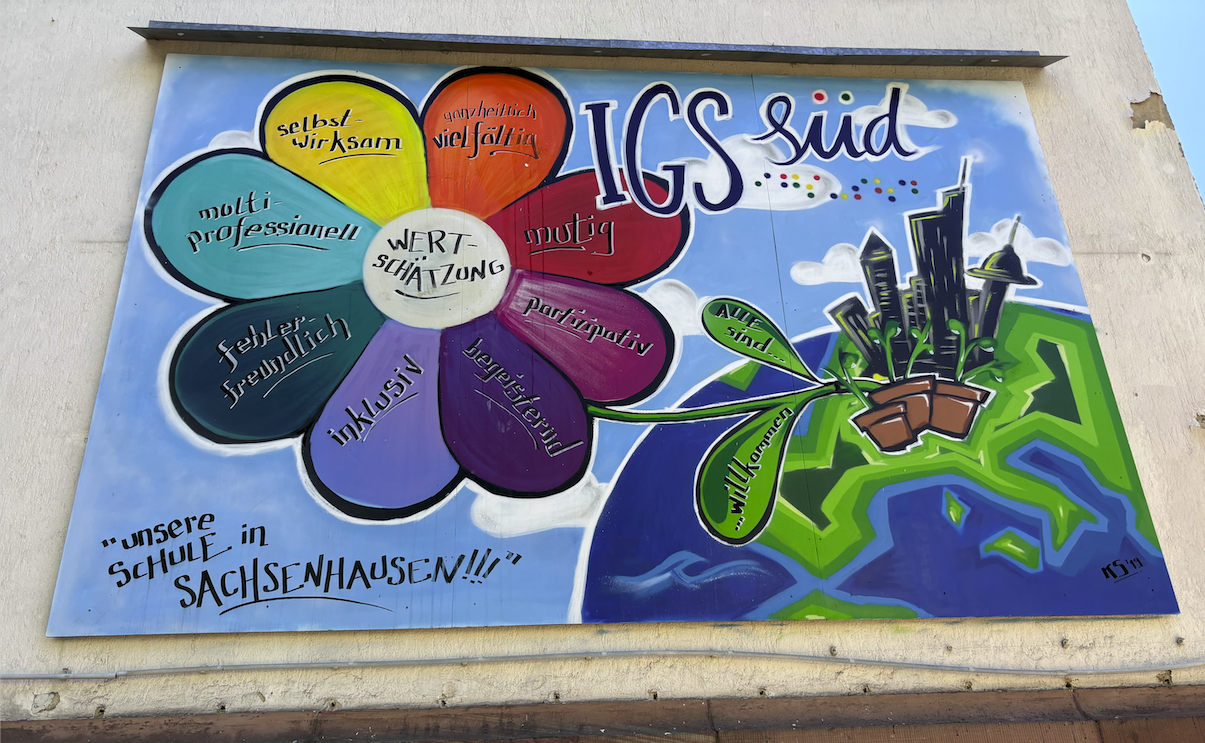
Gemälde an der Hauswand mit den Idealen der Schule

## Pädagogisches Konzept
Die Gesamtschule setzt auf selbst organisiertes Lernen in Fachbüros, jahrgangsübergreifende Lerngruppen und projektorientiertes Arbeiten. Die Schüler lernen in ihrem eigenen Tempo und erhalten statt Noten individuelle Rückmeldungen. Inklusion wird als selbstverständlich angesehen, und alle Schüler und Schülerinnen lernen gemeinsam, lediglich unterteilt in Klassen bestehend aus den Jahrgängen 5 bis 7 beziehungsweise 8 bis 10. 
Durch die Aufteilung der Schule auf zwei Standorte sieht die IGS Süd ihr pädagogisches Konzept in Teilen gefährdet: So unterrichteten die meisten Lehrer zwar nur an einem der beiden Standorte, einige müssten aber auch pendeln. Jahrgangsübergreifende Lerngruppen und Werkstätten müssen laut Schule eventuell aufgelöst werden. Unklar ist ebenso, wie es mit der Logopädie weitergeht, die an der Schule unterrichtsbegleitend angeboten wird. Auch die Zusammenarbeit mit Ehrenamtlichen aus Sachsenhausen sei gefährdet, da sie eventuell nicht nach Bockenheim kämen. 

### Fachbüros
Die Hauptfächer finden in klassen- und jahrgangsübergreifenden Lerngruppen namens Fachbüro statt, in denen Kinder in individuellen Geschwindigkeiten arbeiten und mit Unterstützung der Lernbegleiter selbst entscheiden, an welchem Tag sie welches Fachbüro besuchen und wann sie Tests schreiben.

### SchulfächerLeben,HerausforderungundVerantwortung
Das Fach Leben umfasst alle klassischen Nebenfächer, außer Sport. In Projekten werden naturwissenschaftliche, gesellschaftswissenschaftliche und ethische Themen fächerübergreifend erarbeitet.
Im Jahrgang 8 nehmen die Schülerinnen und Schüler 12 Tage lang in Kleingruppen an selbstgewählten und eigenverantwortlich geplanten Aufgaben außerhalb der vertrauten Umgebung teil. In diesem von Erwachsenen Personen begleiteten Projekt namens Herausforderung hat jede Person ein Budget von 100 Euro und die Jugendlichen gehen beispielsweise auf Wander- oder Fahrradtouren oder engagieren sich in ökologischen und sozialen Projekten. Ziel ist es, die eigene Komfortzone zu verlassen, sich Ziele zu stecken, Risiken kennenzulernen, Durchhaltevermögen zu zeigen und mit Rückschlägen umzugehen. Das Fach „Herausforderung“ soll im Sinne des auf Selbstwirksamkeit ausgerichtete Konzept der Schule Eigenschaften wie Selbstständigkeit, Kreativität, Problemlösungsfähigkeit und Teamarbeit fördern.
Eine weitere Besonderheit stellt das Unterrichtsfach Verantwortung dar, in dem die Schüler und Schülerinnen soziale Aufgaben übernehmen und dadurch wiederum Selbstwirksamkeit erfahren sollen. 
Die IGS Süd arbeitet bis Jahrgangsstufe 8 notenfrei.

### Inklusionspreis
Im Jahr 2023 hat die IGS Süd den Hessischen Inklusionspreis in der Kategorie Schule gewonnen.

## Stadtteilintegration
Darüber hinaus ist der IGS Süd Integration in den Stadtteil und die Beteiligung der Eltern sehr wichtig. Im Projekt „Elterncafé“ können Eltern das Lernbegleiter und Lernbegleiterinnen kennenlernen und sich mit ihnen über pädagogische Fragen austauschen, wodurch Verantwortung quasi geteilt und die Identifikation zwischen Schule und Elternhaus gestärkt werden soll.